# Église Saint-Pierre de Genens
L’église Saint-Pierre de Genens est une église romane, aujourd’hui en ruine, sur le territoire de la commune de Montréal-du-Gers, dans le Gers.

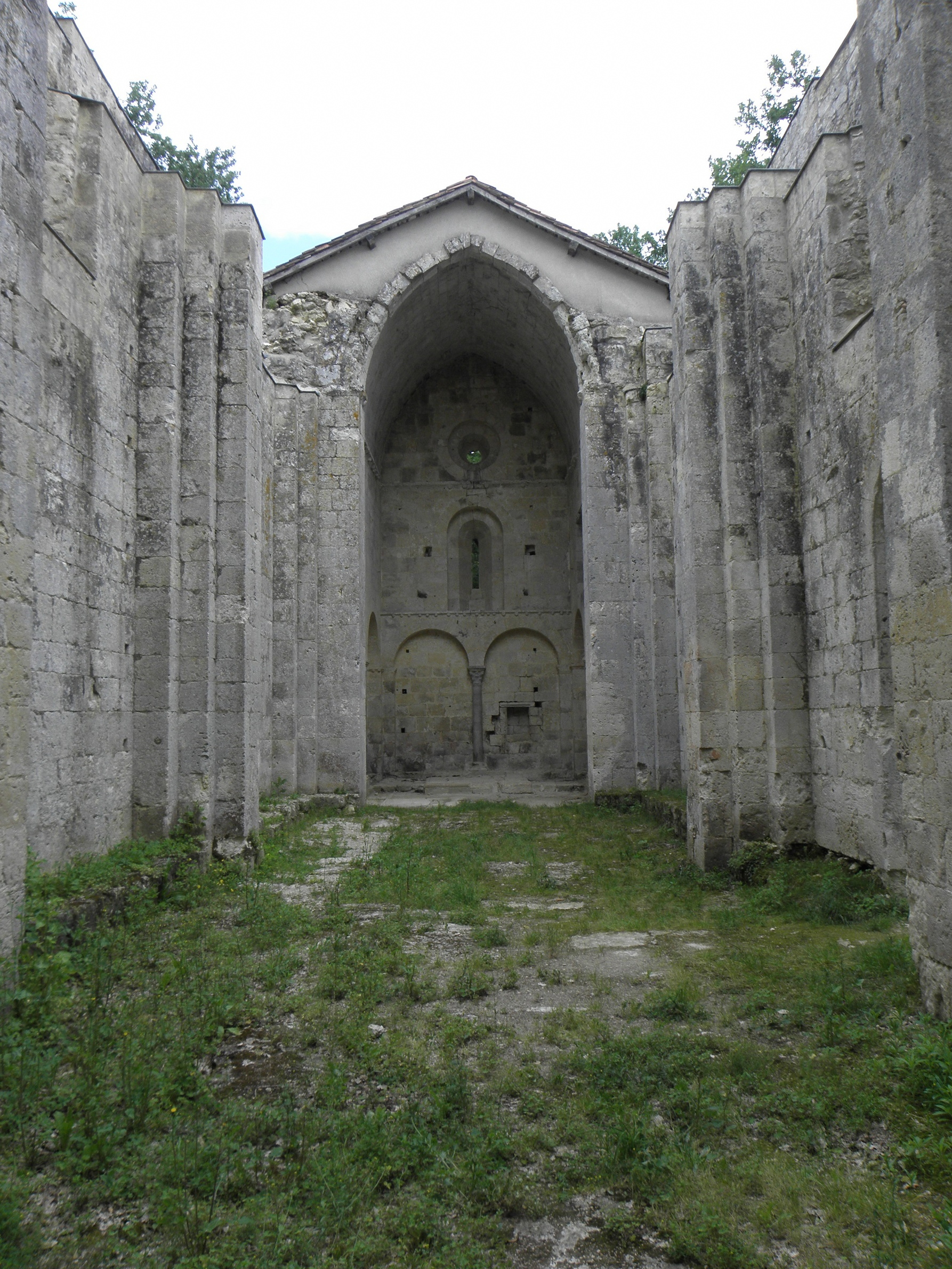
Intérieur, nef et chœur

## Localisation
L’église Saint-Pierre se trouve dans les coteaux, au bout d’une allée de chênes, sur la rive droite de l’Auzoue, à environ 2 km au sud de Montréal.

## Histoire
Le lieu était l’emplacement d’une villa appartenant à un nommé Genengus. Des vestiges antiques y ont été retrouvés et certains remployés dans les murs de l’église actuelle. En 680, elle échoit en même temps que d’autres villas de la région comme Séviac, à l’abbaye de Moissac, qui fait vraisemblablement édifier ou rénover une première église. Au début du XIIe siècle, le bien passe au chapitre d’Auch et c’est à ce moment qu’on construit l’église actuelle. La construction de la bastide de Montréal en 1255 entraîne un déplacement de la population de la paroisse de Genens. L’édifice est ravagé par les troupes protestantes de Montgomery en 1569. À la Révolution, on détruit le toit et le clocher, l’église est définitivement désaffectée et les matériaux serviront à réparer l’église paroissiale de Montréal au début du XIXe siècle.
L’église a été classée monument historique en 1979. Elle appartient à l’association Pour Genens, qui assure sa conservation et sa restauration.

## Architecture
C’est un édifice de taille modeste : 27 m de long, sur 9 m de large. Les murs sont élevés dans un moyen appareil très homogène et régulier, les pierres étant taillées avec des rayures obliques marquées. Les voûtes et le toit de la nef ont disparu, seul le chœur a conservé son couvrement, voûte en berceau brisé et toit à deux pentes. 

### Portail
On accède à l’église par un portail en plein cintre à triple voussure. Le tympan est occupé par un chrisme, sans doute contemporain de la construction mais taillé dans une plaque de marbre remployée.

Porche et chrisme
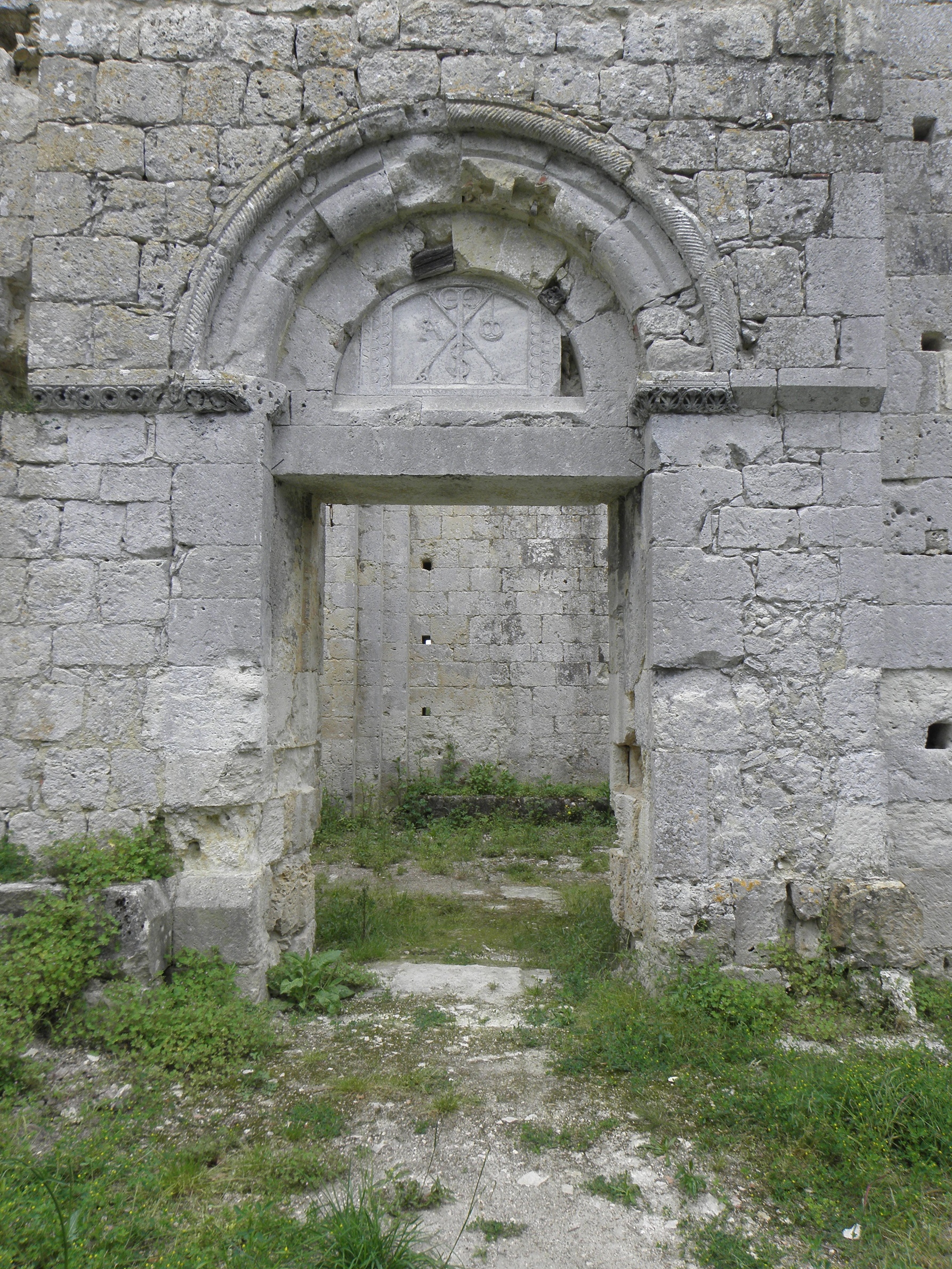
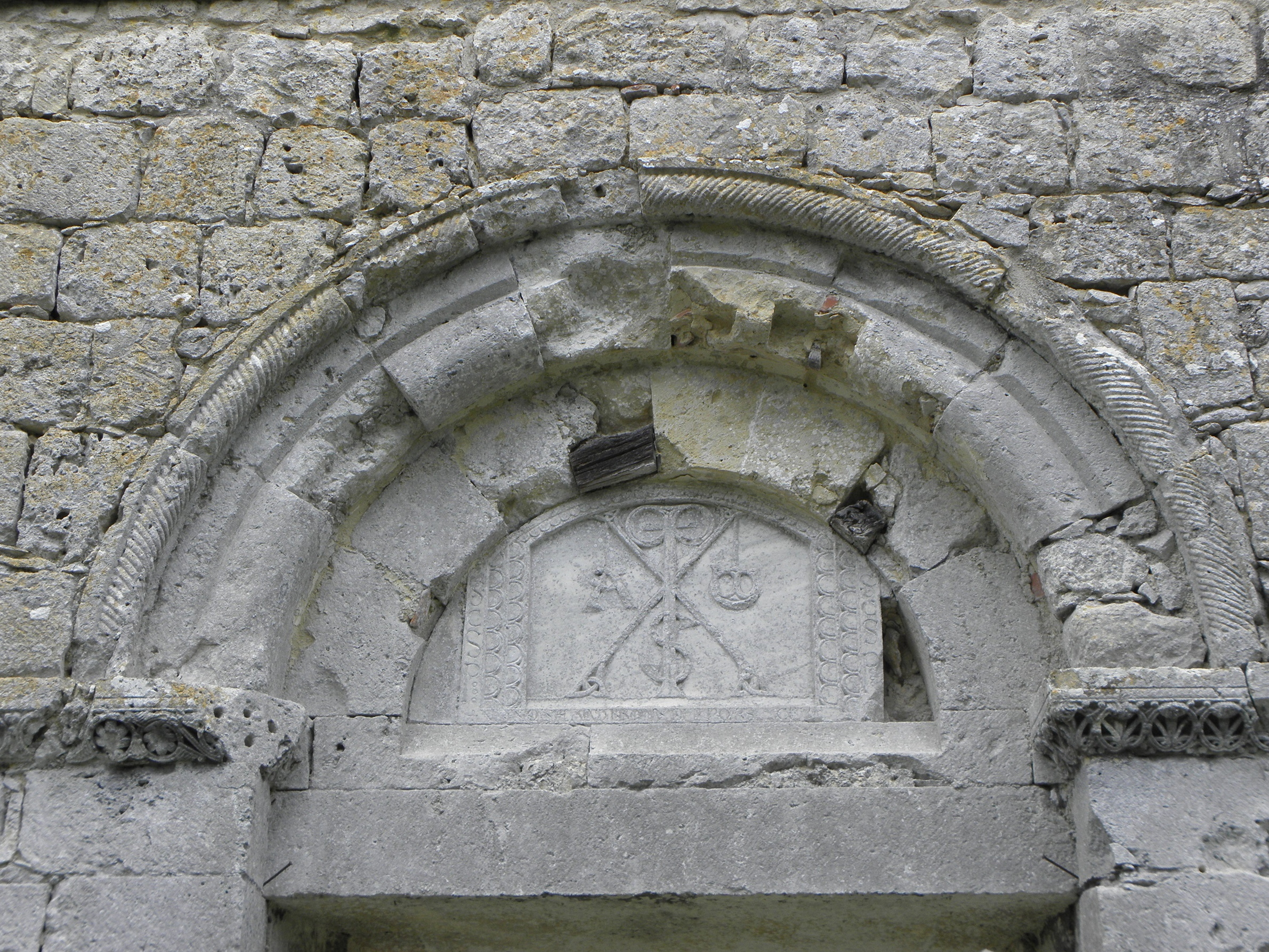
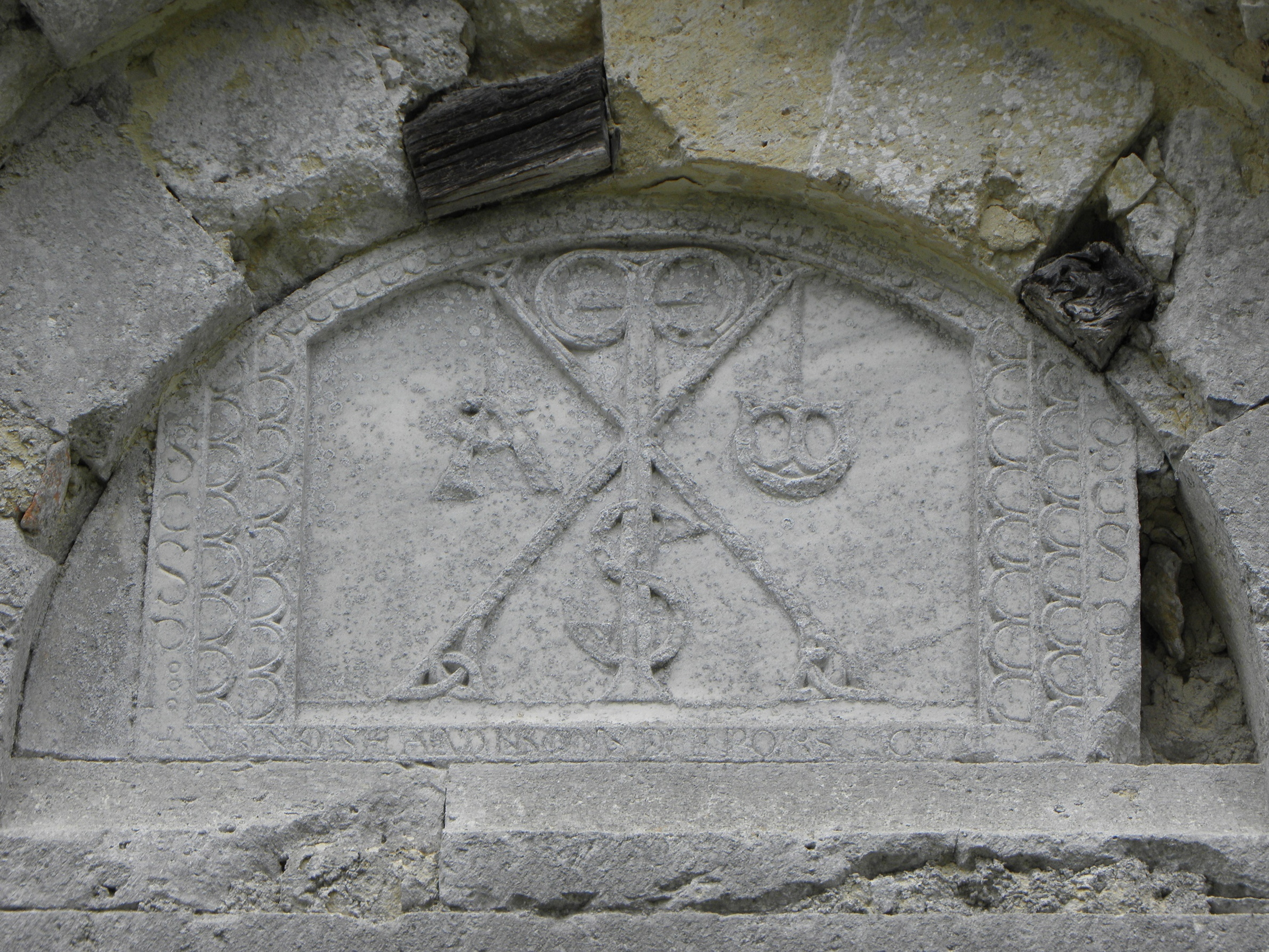
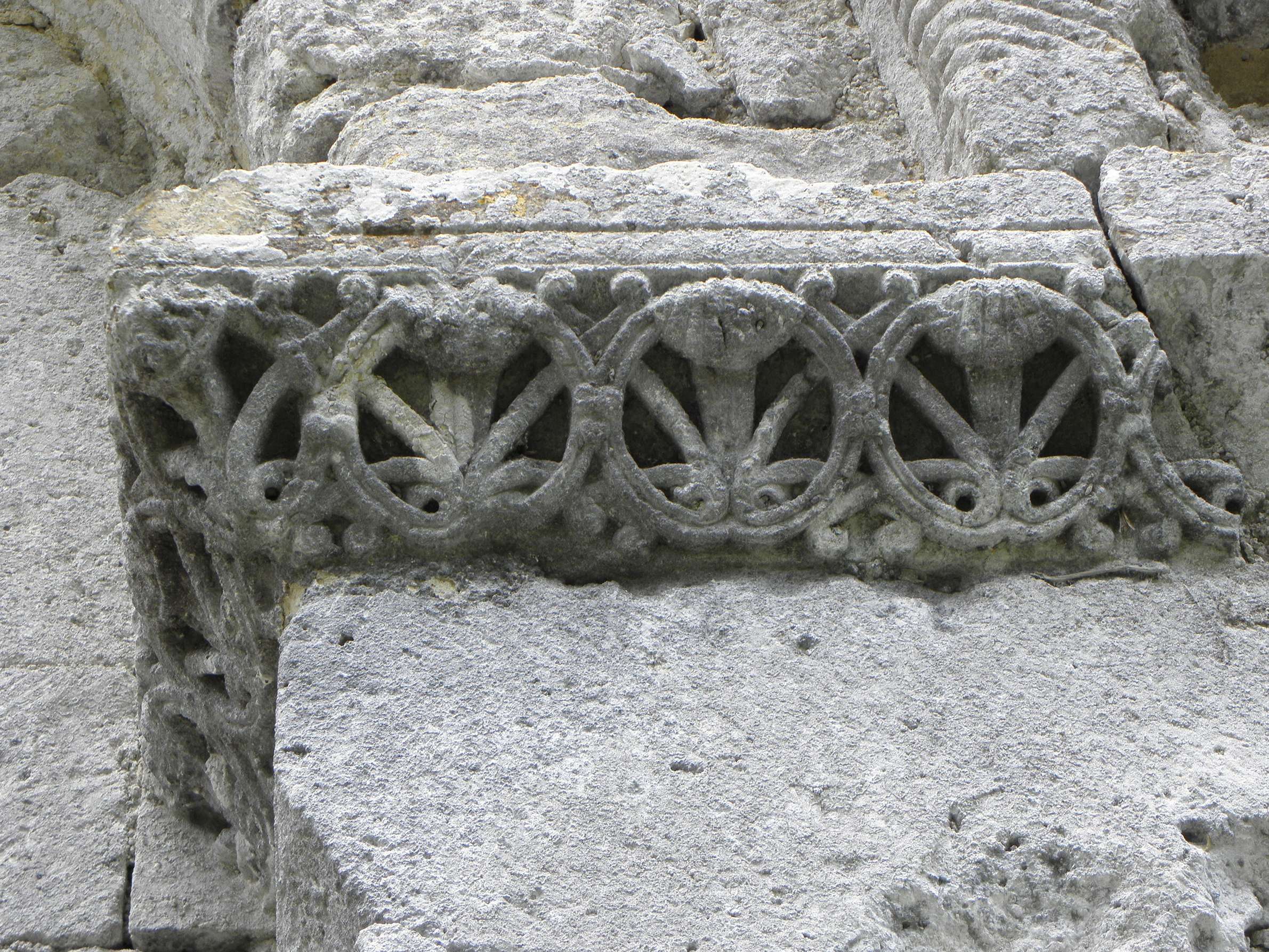

### Nef
L’église est composée d’une nef unique, qui était voûtée en berceau et divisée en trois travées par des pilastres sur dosserets. À l’extérieur les murs ne présentent pas de décoration et sont rythmés par des contreforts de faible épaisseur. Une fenêtre en plein cintre, placée assez haut, éclaire chaque travée. Dans l’angle sud-ouest, un escalier à vis de plan carré donnait accès au clocher.

Nef
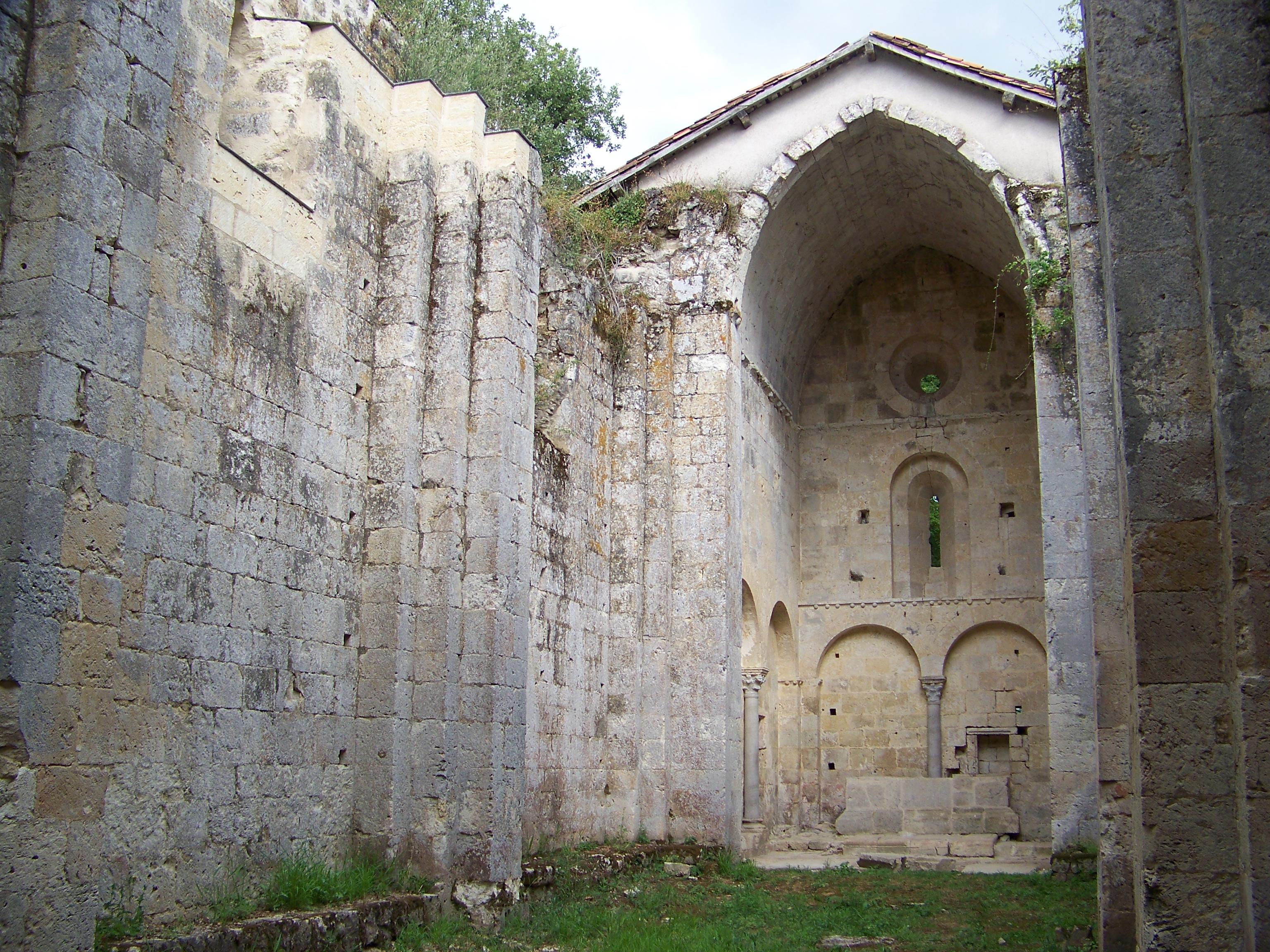
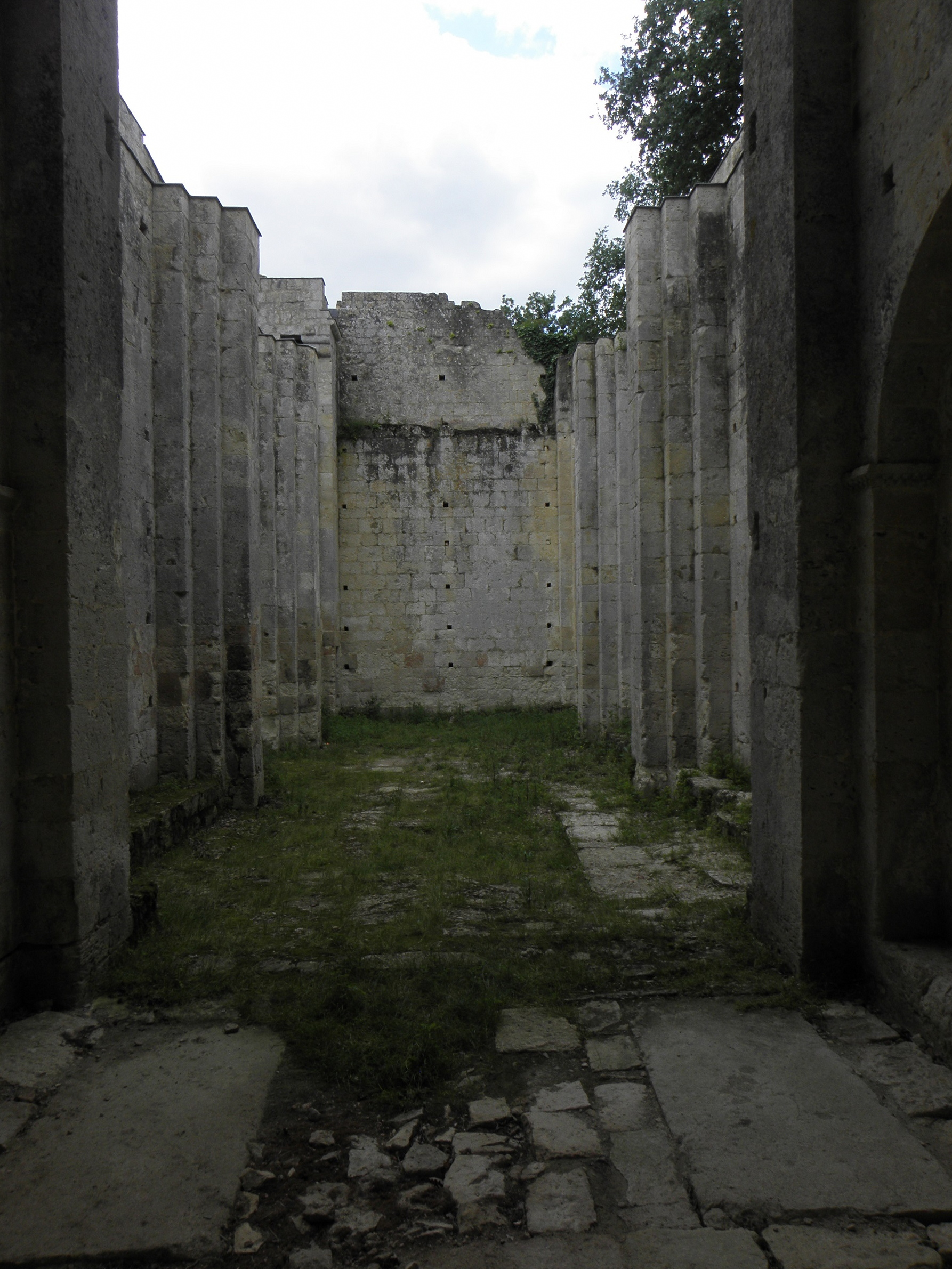

### Chœur
Le chœur s’ouvre par un arc triomphal brisé. Il est de plan carré, son élévation orientale est divisée en trois étages que séparent des corniches ornées de boules, reposant sur des modillons en quart-de-rond. Sur chacune des trois faces, dans la partie inférieure, au-dessus d’une banquette, deux arcades reposent sur des pilastres, et au centre sur une colonnette en marbre rouge et un chapiteau qui sont des remplois antiques. Dans la partie intermédiaire, au-dessus des arcades, se trouvent des fenêtres en plein cintre, une au sud, l’autre à l’est, celle-ci étant surmontée dans l’étage supérieur d’un oculus.

Chœur
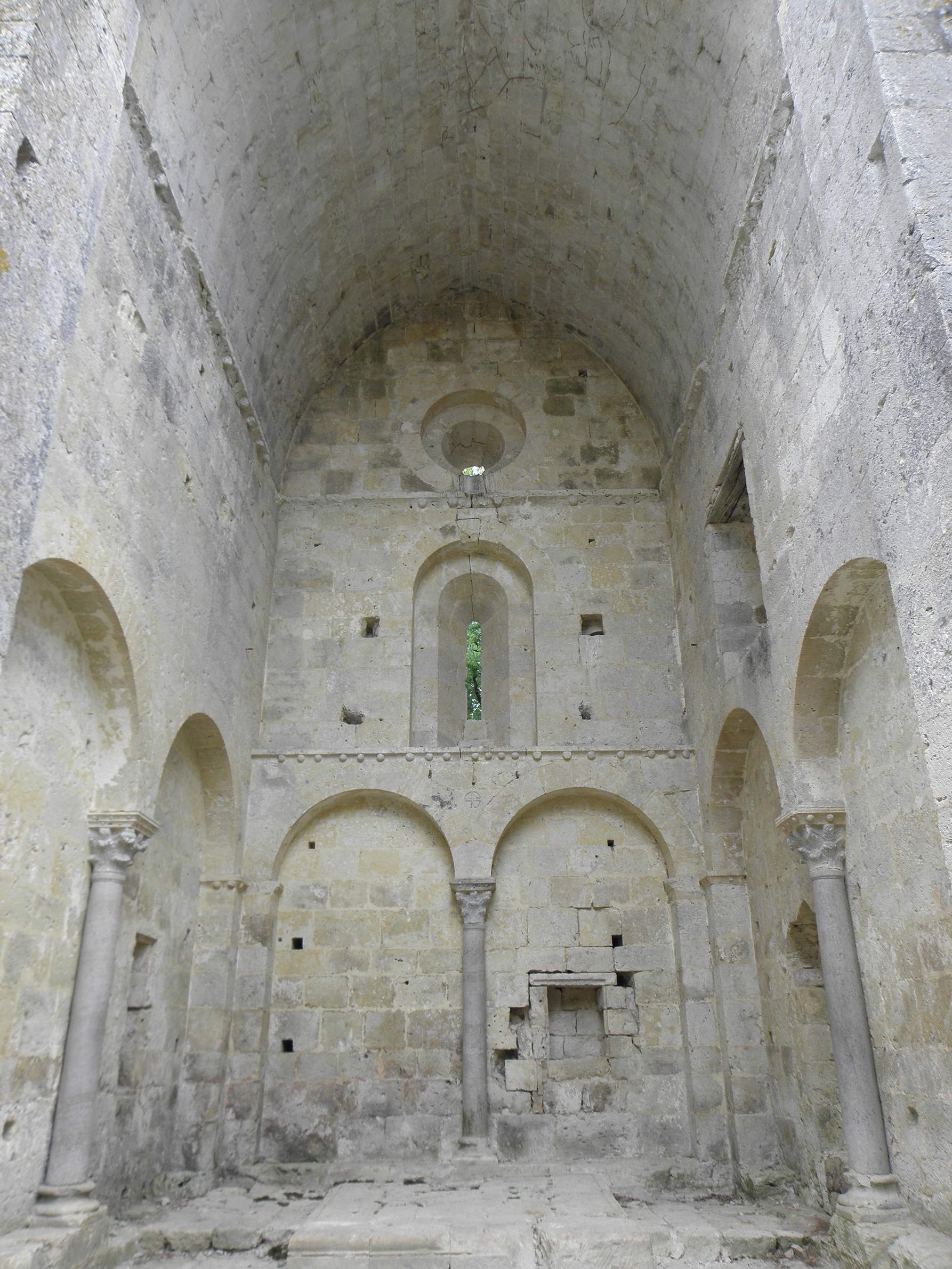
Chœur
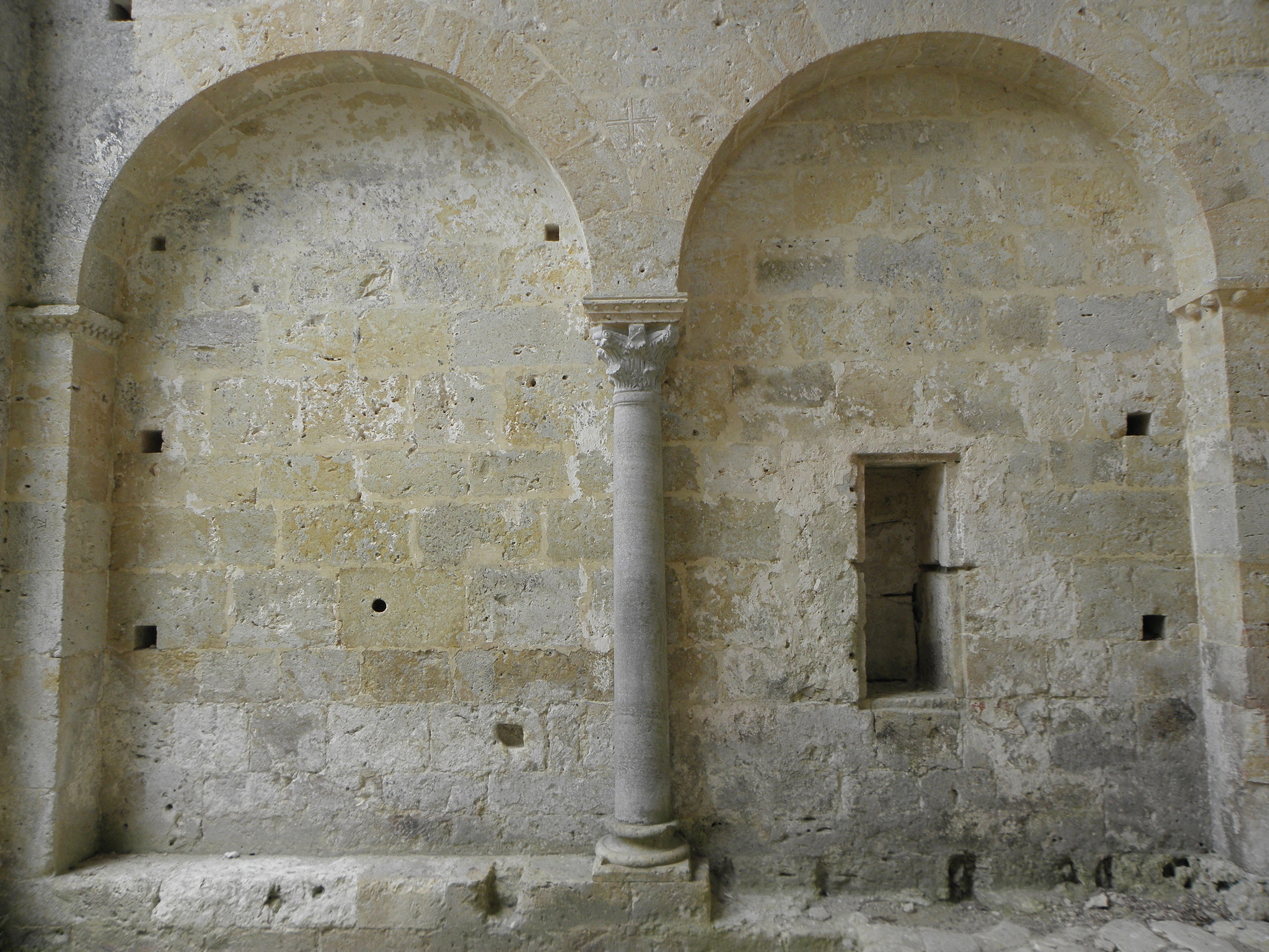
Arcature septentrionale
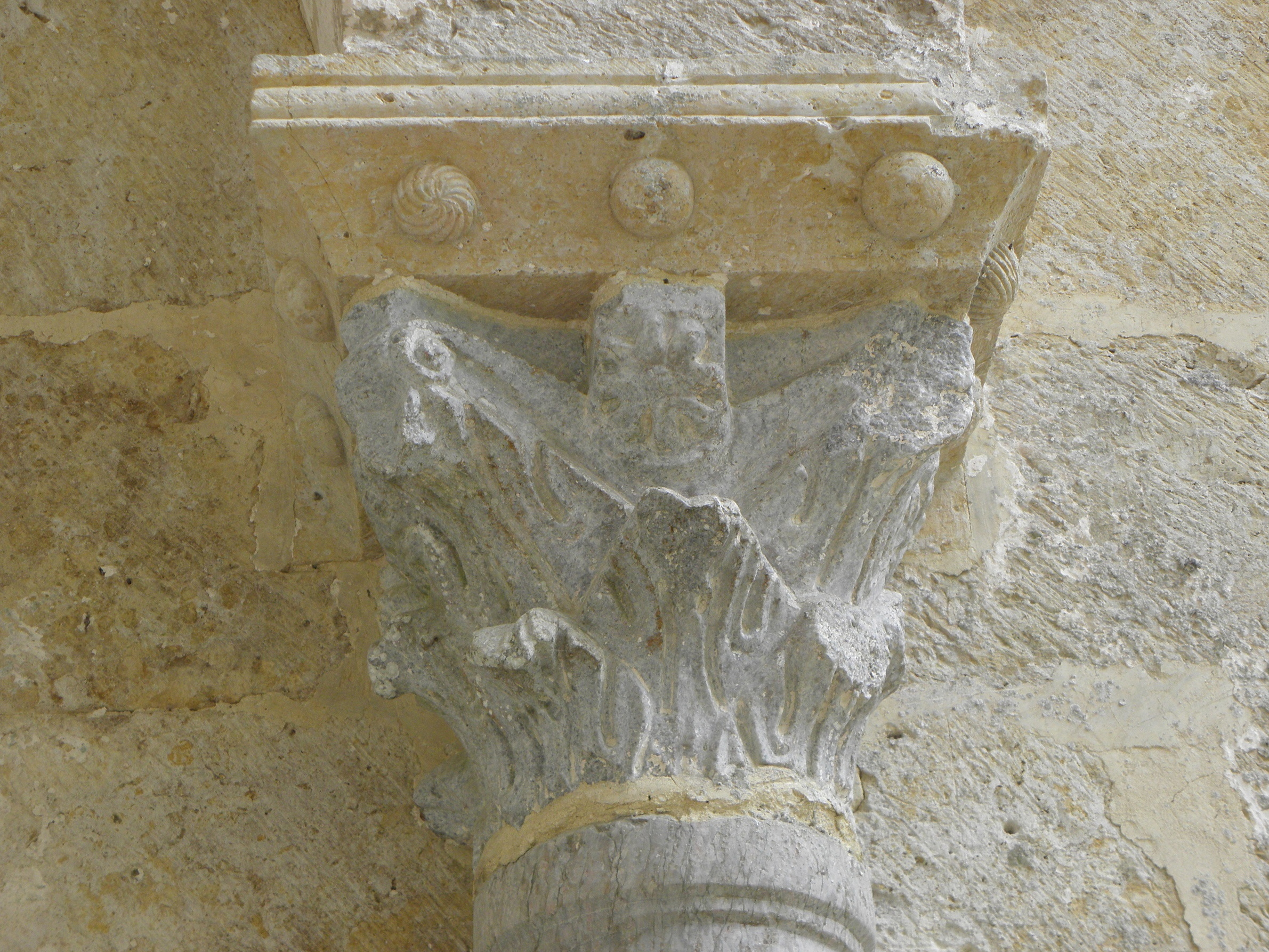
Chapiteau